# Himmelberg
Himmelberg osztrák község Karintia Feldkircheni járásában. 2016 januárjában 2300 lakosa volt. 

## Elhelyezkedése

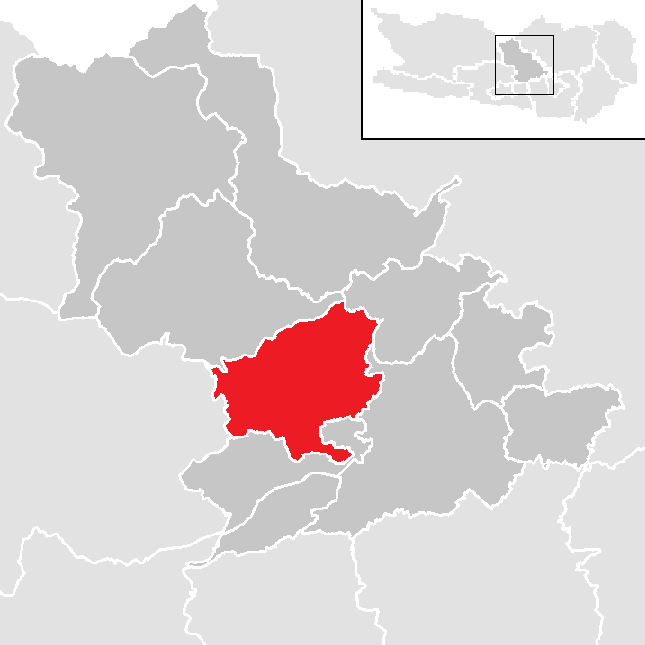
Himmelberg a Feldkircheni járásban

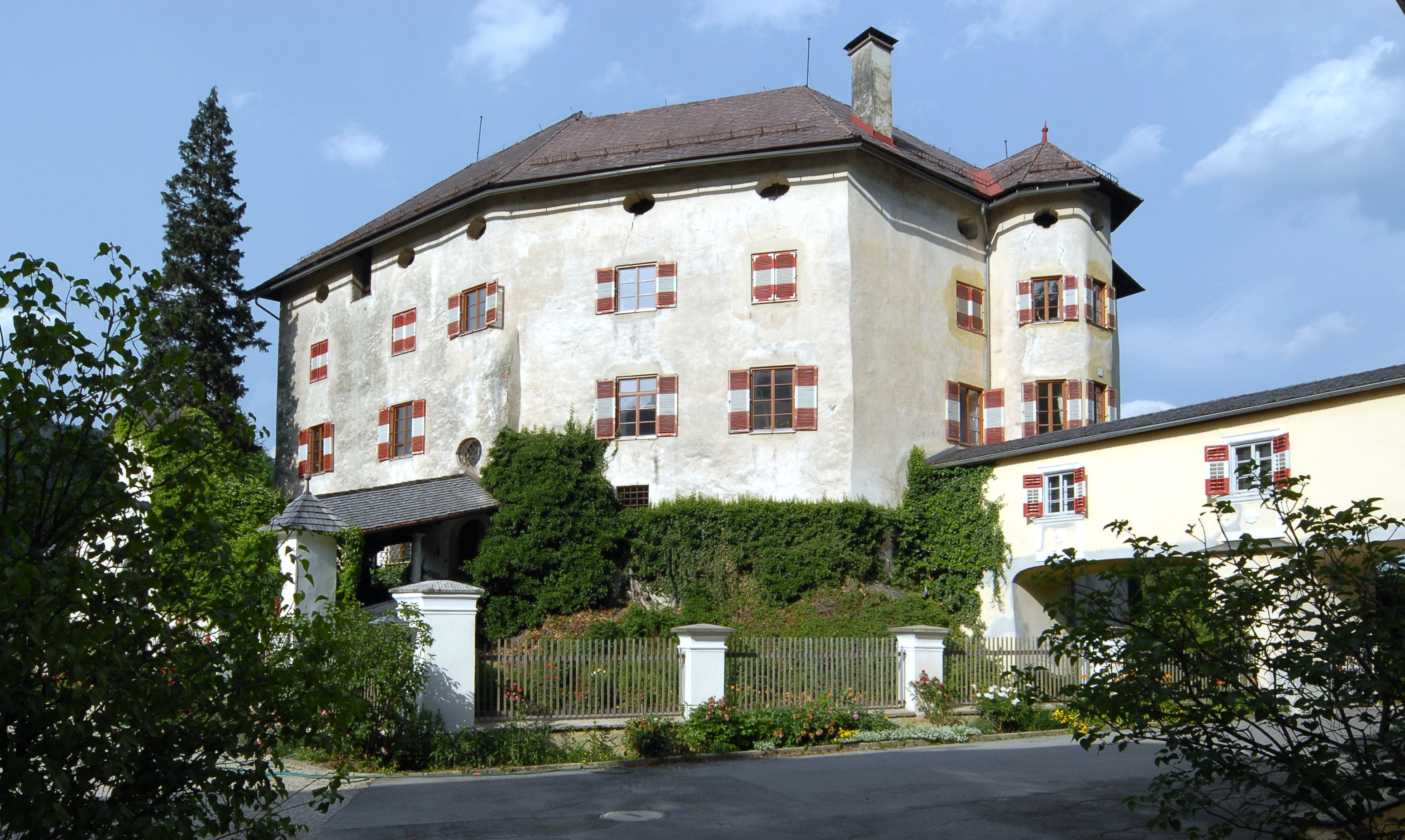
Biberstein vára

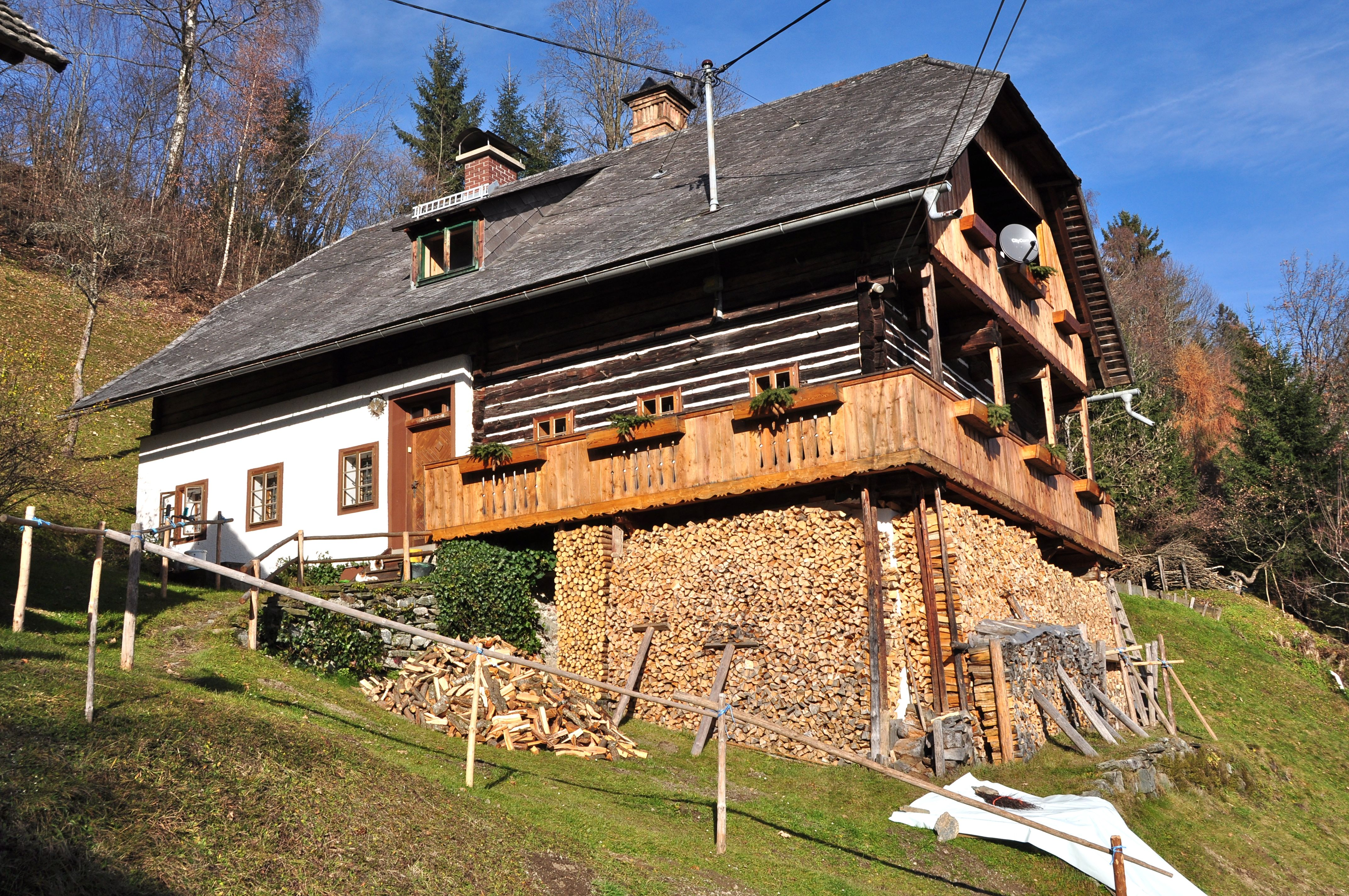
Hagyományos parasztház Klatzenbergben

Himmelberg Karintia középső részén fekszik a Tiebel (a Gurk mellékfolyója) mentén. A Tiebel forrása a második legnagyobb forrás Ausztriában. Legmagasabb pontja az 1600 méteres Hoferalmkopf. Az önkormányzat 7 katasztrális községből és bennük 36 faluból és egyéb településrészből tevődik össze.
A környező települések: északnyugatra Gnesau, északkeletre Steuerberg, délkeletre Feldkirchen in Kärnten, délnyugatra Steindorf am Ossiacher See, nyugatra Arriach.

## Története
Himmelberg területe a 9-10. században népesült be. A Szt. Márton-templomot 1065-ben említik először, mint az Eppenstein-család magánkápolnáját. Himmelberg vára a 11-12. században épült; tulajdonosáról, a von Himmelberg családról először 1196-ban történik említés. Nagyjából ekkoriban váltotta fel az eredeti szlovén Sokova elnevezést a "Himmelberch". A híres minnesanger, Ulrich von Liechtenstein 1255 körül írt Frauendienst c. művében leírja, hogyan győzte le egy énekversenyen Zachäus von Himmelberget. 
1329-re a himmelbergi törvényszék fennhatósága kiterjedt a Ossiach, Steuerberg és Reichenau környéki területekre és a kastélyhoz tartozó birtok is megnövekedett. A himmelbergi várúr,  Marchward der Pibriacher 1382-1396 között felépíttette Biberstein várát. 
A Tiebel patak erejét felhasználva a 16. századtól kezdve megkezdődött a vashámorok építése és a vasfeldolgozás. Himmelberg különösen kaszakovácsairól volt ismert. A 19. század második felében már évente 250 ezer kaszát gyártottak. A századfordulóra  a termelés jelentősen visszaesett, a két világháború között pedig meg is szűnt ez az iparág. 
A községi önkormányzat 1850-ben jött létre. 1865-ben Zedlitzdorf és Mitteregg katasztrális községek átkerültek Reichenauhoz. 1895/96-ban Gnesau és Gurk falvak is különváltak és önálló önkormányzatot hoztak létre. 1921-ben Innerteuchent kapcsolták Arriachhoz, 1973-ban pedig kisebb határkiigazítás történt Steuerberg javára. 

## Lakossága
A himmelbergi önkormányzat területén 2016 januárjában 2300 fő élt, ami némi visszaesést jelent a 2001-es 2336 lakoshoz képest. Akkor a helybeliek 95,8%-a volt osztrák állampolgár. 66,5% római katolikusnak, 33,4% evangélikusnak, 3,9% pedig felekezet nélkülinek vallotta magát. 

## Látnivalók

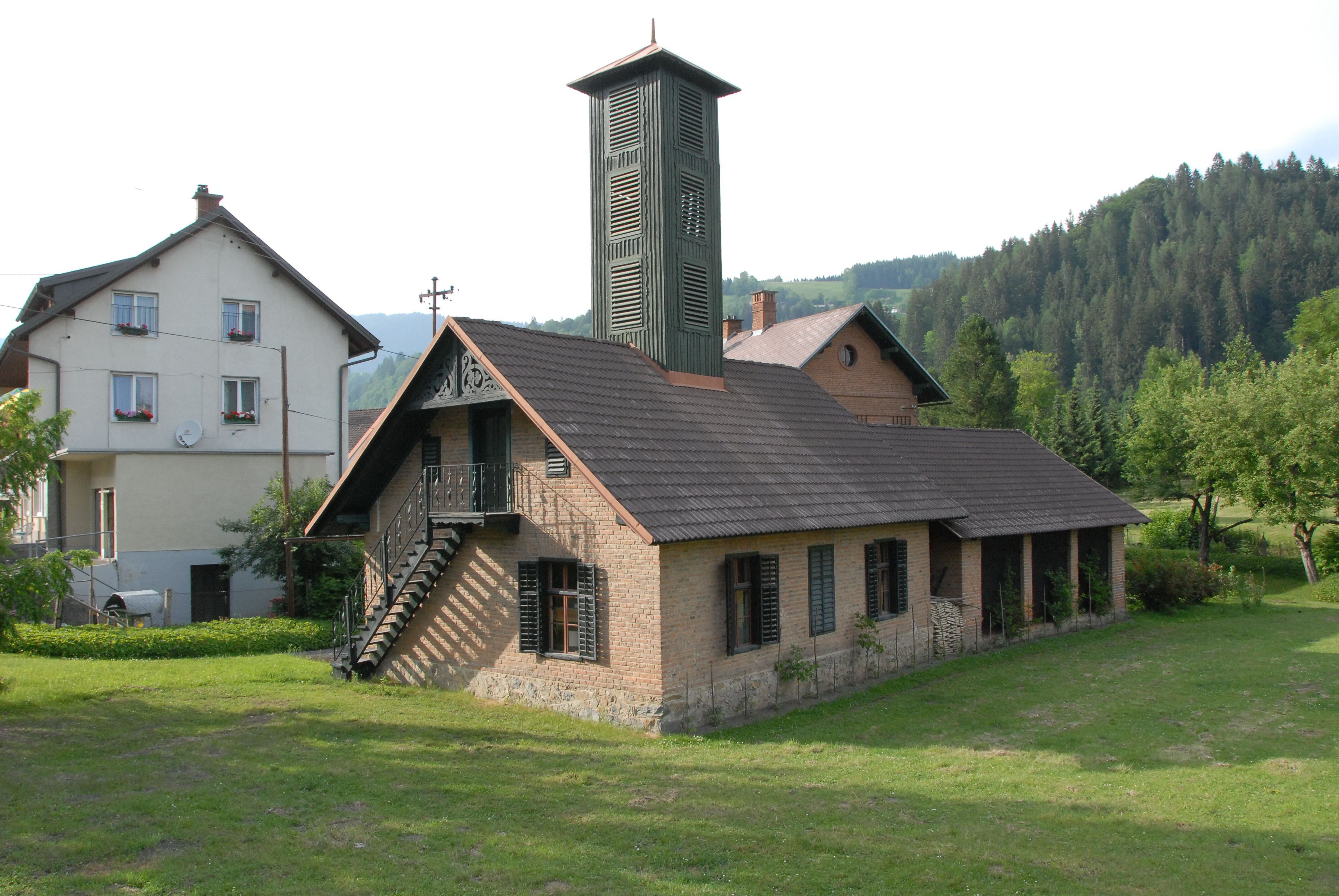
Régi kovácsüzem

- a település központja jórészt a 19. században épült ki, az akkori magánházak és ipari épületek ma is meghatározóak. A biedermeier stílus szép példája az 1825-ben épült Schiffer-ház vagy az 1822-es Resser-ház.
- a községben több helyütt megtalálhatóak a hagyományos, kétszintes gerendaházak, amelyek közül néhány a 18. században épült.
- Himmelberg várának romjai
- Biberstein vára
- a himmelbergi Szt. Márton-templom
- az außerteucheni Szt. Rupert-templom
- a pichlerni Szt. Fülöp és Jakab-templom
- a werschlingi Szt. Tamás-templom

## Testvértelepülések
- Chiusaforte (Olaszország)
- Bad Saulgau (Németország)

## Fordítás
- Ez a szócikk részben vagy egészben  a   Himmelberg című német Wikipédia-szócikk ezen változatának fordításán alapul.  Az eredeti cikk szerkesztőit annak laptörténete sorolja fel. Ez a jelzés csupán a megfogalmazás eredetét és a szerzői jogokat jelzi, nem szolgál a cikkben szereplő információk forrásmegjelöléseként.